# الأمير المارق
الأمير المارق أو شقيق الملك (بالإنجليزية: The Rogue Prince, or, a King's Brother)‏ هي رواية قصيرة من تأليف جورج ر. ر. مارتن نُشِرت في 17 يونيو 2014 ضمن كتاب الأنثولوجي محتالين وهو من تحرير جورج مارتن وغاردنر دوزواز. تقع أحداث القصة في عالم روايات أغنية الجليد والنار في قارة ويستروس الخيالية قبل مئات السنين من بدء أحداث الرواية الأولى لعبة العروش خلال عهد الملك فِسيرس تارجارين الأول.

## ملخص الأحداث
تؤرّخ القصة الأحداث التي سَبقت أحداث قصّة الأميرة والملكة خلال عهد الملك فِسيرس تارجارين الأول، مع إيلاء اهتمام خاص للدور الذي لعبه شقيق الملك الأمير ديمون تارجارين. تبدأ الأحداث الرواية في عام 103 بعد فتح إيجون مع وفاة الملك جِهيرس الأول مع وصفٍ لسنَتيه الأخيريتين قبل موته، وتنتهي عام 129 قبل ساعات قليلة من بدء أحداث الأميرة والملكة.

## وصلات خارجية
- McGovern، Bridget (3 يونيو 2014). "Feuding Targaryens: A Non-Spoiler Review of George R. R. Martin's The Rogue Prince, or, A King's Brother". تور.كوم  [لغات أخرى]‏. مؤرشف من الأصل في 2022-09-22. اطلع عليه بتاريخ 2014-06-12.{{استشهاد ويب}}:  صيانة الاستشهاد: علامات ترقيم زائدة (link) (بالإنجليزية)